# Campyloneurum angustifolium
Campyloneurum angustifolium, es una especie de helecho perteneciente a la familia Polypodiaceae. Se encuentra en Sudamérica.

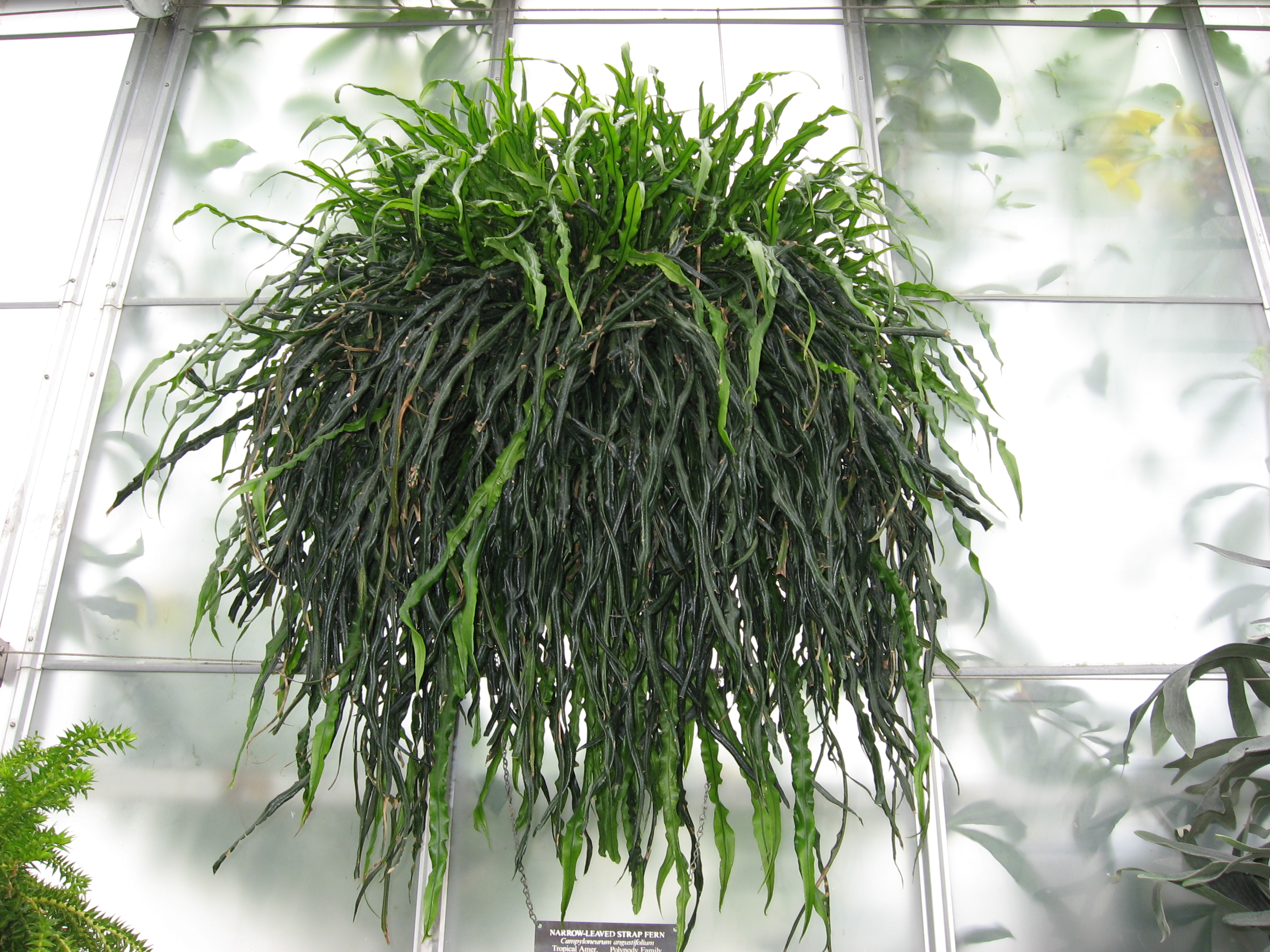
Vista de la planta

## Descripción
Es una planta originaria de Honduras y El Salvador, se desarrolla mejor en zonas subtropicales, entre los 500 y los 1,800 metros sobre el nivel del mar, y en las zonas templadas y frías de los Andes, hasta los 3,200 m s. n. m.

## Nombre común
Esta planta es conocida con el nombre común de calaguala delgada o fina del Perú. El término calaguala proviene del quechua; con este mismo nombre se conoce a un extracto que se obtiene de ella, que se ha usado históricamente con fines medicinales. También se la conoce como Calahuala, Kalawalla, Kallawaya, Callawalla y otras formas de transliteración.

## Propiedades
De la calaguala se utilizan los tallos y raíces del helecho macho. 
Combate enfermedades cutáneas como psoriasis; dermatosis; y para aliviar el brote causado por el herpes.
En Mesoamérica se utiliza, en forma de infusión o decocción del rizoma, para tratar afecciones gastrointestinales (diarrea, dolor de estómago, estreñimiento, gastritis), respiratorias (asma, tos tos ferina) y cardíacas,  dolor de huesos, reumatismo, diabetes, gota, hipertensión, purificar la sangre, parásitos, enfermedades venereas, sífilis, y afecciones renales (cálculos, hidropesía).
Tópicamente se usa la infusión enemplasto y cataplasma para el tratamiento de contusiones, reumatismo, úlceras, quemaduras, cáncer, cierto tipo de tumores, psoriasis, eczemas. La decocción de hojas se usa para detener las hemorragias.
Popularmente en Centroamérica la calaguala siempre se ha usado como un estimulante del sistema inmunitario.

## Taxonomía
Campyloneurum angustifolium fue descrita por (Sw.) Fée y publicado en Mémoires sur les Familles des Fougères 5: 257, en el año 1852.
Sinonimia
| - Campyloneurum difforme T.Moore - Campyloneurum taeniosum (Willd.) Fée - Cyrtophlebium angustifolium (Sw.) J.Sm. - Cyrtophlebium difforme Lodd. - Goniophlebium angustifolium (Sw.) Brack. - Grammitis angustifolia (Sw.) Heward - Marginaria angustifolia (Sw.) C.Presl - Marginaria ensifolia (Willd.) C. Presl | - Polypodium angustifolium Sw. - Polypodium angustifolium var. gramineum Sodiro - Polypodium calaguala Ruiz - Polypodium difforme (Lodd.) Kunze - Polypodium ensifolium Willd. - Polypodium leuconeuron var. angustifolium Rosenst. - Polypodium taeniosum Willd. |